# Голленбек Тауншип (округ Лузерн, Пенсільванія)
Голленбек Тауншип (англ. Hollenback Township) — селище (англ. township) в США, в окрузі Лузерн штату Пенсільванія. Населення — 1162 особи (2020).

## Демографія
Згідно з переписом 2010 року, у селищі мешкало 1196 осіб у 464 домогосподарствах у складі 351 родини. Було 502 помешкання
Расовий склад населення:
| - 97,5 % — білих - 0,6 % — чорних або афроамериканців - 0,2 % — азіатів |

До двох чи більше рас належало 1,3 %. Частка іспаномовних становила 1,2 % від усіх жителів.
За віковим діапазоном населення розподілялося таким чином: 20,4 % — особи молодші 18 років, 64,0 % — особи у віці 18—64 років, 15,6 % — особи у віці 65 років та старші. Медіана віку мешканця становила 45,1 року. На 100 осіб жіночої статі у селищі припадало 99,7 чоловіків;  на 100 жінок у віці від 18 років та старших — 97,1 чоловіків також старших 18 років.
Середній дохід на одне домашнє господарство  становив 70 319 доларів США (медіана — 57 868), а середній дохід на одну сім'ю — 77 877 доларів (медіана — 73 846). Медіана доходів становила 49 792 долари для чоловіків та 40 536 доларів для жінок. За межею бідності перебувало 4,9 % осіб, у тому числі 5,3 % дітей у віці до 18 років та 3,0 % осіб у віці 65 років та старших.
Цивільне працевлаштоване населення становило 640 осіб. Основні галузі зайнятості: освіта, охорона здоров'я та соціальна допомога — 27,8 %, виробництво — 18,9 %, роздрібна торгівля — 10,8 %, будівництво — 9,7 %.